# Mouhssin Chehibi
Mouhssin Chehibi (* 28. Januar 1978 in Tétouan) ist ein marokkanischer Mittelstreckenläufer, der sich auf die 800-Meter-Strecke spezialisiert hat.
Bei den Leichtathletik-Weltmeisterschaften 1999 in Sevilla schied er im Vorlauf aus. Im Jahr darauf gewann er Bronze bei den Leichtathletik-Afrikameisterschaften 2010 in Radés und kam ins Halbfinale bei den Olympischen Spielen in Sydney.
2004 wurde er Vierter bei den Olympischen Spielen in Athen. Bei den Leichtathletik-Weltmeisterschaften 2005 in Helsinki und 2007 in Osaka erreichte er jeweils das Halbfinale, während er bei den Olympischen Spielen 2008 in Peking nicht über den Vorlauf hinauskam.
Seine persönliche Bestzeit beträgt 1:44,16 min, aufgestellt am 3. Juli 2006 in Athen; sein schnellster Lauf in der Halle gelang ihm mit 1:47,45 min am 6. März 2004 in Budapest.
Mouhssin Chehibi ist mit Hasna Benhassi verheiratet, die ebenfalls über 800 m startet und zweimal eine olympische Medaille gewann.